# Embriotoksyczność
Embriotoksyczność, działanie embriotoksyczne (z greckiego embrion – zarodek) – niepożądane działanie występujące po podaniu leku u kobiet w ciąży w okresie embrionalnym (do ok. 60 dnia ciąży), które prowadzi do powstania ciężkich uszkodzeń lub obumarcia zarodka. Do leków, które wywierają działanie embriotoksyczne należy np. talidomid.